# Jeffrey Caine
Jeffrey Caine (* 1944 in London) ist ein britischer Drehbuchautor.

## Leben
Caine studierte an der University of Sussex sowie an der University of Leeds. Im Anschluss unterrichtete er für einige Jahre Englisch an Schulen und Colleges.
In den Jahren 1981 bis 1995 war Caine ausnahmslos für das Fernsehen als Autor tätig. So er war etwa an der Entwicklung der Fernsehserie The Chief beteiligt, die von 1990 bis 1995 produziert wurde.
1995 war er an dem Drehbuch zu James Bond 007 – GoldenEye beteiligt, dem ersten James-Bond-Film in den 1990er Jahren. Es folgte mit Bodyguards eine weitere Fernsehserie. Seit 2004 verfasste er ausschließlich Drehbücher für Kinoproduktionen.
Für sein Drehbuch zur Literaturverfilmung Der ewige Gärtner war Caine 2006 für den Oscar nominiert. Ebenso folgte eine Nominierung für den BAFTA Award. Für sein Skript zu Inside I’m Dancing wurde er 2004 mit dem IFTA Award ausgezeichnet.
Caine ist seit 1995 Witwer. Er ist Vater zweier Töchter.

## Filmografie (Auswahl)
- 1985–1986: Dempsey & Makepeace (Fernsehserie)
- 1995: James Bond 007 – GoldenEye (GoldenEye)
- 2004: Inside I’m Dancing
- 2005: Der ewige Gärtner (The Constant Gardener)
- 2008: Purple Mountain
- 2014: Exodus: Götter und Könige (Exodus: Gods and Kings)
- 2019: The Song of Names